# Premios Max
I Premios Max sono un'iniziativa della Sociedad General de Autores y Editores (SGAE), seguendo il modello dei premi Molière in Francia, Laurence Olivier in Gran Bretagna o i Tony di Broadway.
I vincitori sono scelti dai loro coetanei attraverso un processo di due turni di votazioni a scrutinio segreto. Il trofeo rappresenta una mela ed una maschera creata dal poeta e artista Joan Brossa. La cerimonia di premiazione si svolge a metà stagione, in coincidenza con l'arrivo della primavera.
Nel 1998 la Sociedad General de Autores y Editores (SGAE) ha deciso di creare i Premios Max per le Arti Sceniche, con una cerimonia presso Palazzo dei Congressi di Madrid. Successivamente, tutte le altre cerimonie hanno proseguito in itinere, coprendo le città di Madrid, Barcellona, Siviglia, Bilbao, Valencia, Vigo, Saragozza, Guadalajara, Gran Canaria e Córdoba.

## Categorie
- Mejor Espectáculo de Teatro Musical
- Mejor Espectáculo de Danza
- Mejor Espectáculo Infantil
- Mejor Espectáculo revelación
- Mejor autoría teatral
- Mejor autoría revelación
- Mejor Adaptación de Obra Teatral
- Mejor Composición Musical para Espectáculo Escénico
- Mejor Coreografía
- Mejor Dirección de Escena
- Mejor Escenografía
- Mejor Figurinista
- Mejor Diseño de Iluminación
- Mejor Actriz
- Mejor Actor
- Mejor Intérprete Femenina de Danza
- Mejor Intérprete Masculino de Danza
- Mejor empresa o producción privada de artes escénicas
- Premio de Honor
- Premio Max Aficionado
- Premio a la Contribucción a las Artes Escénicas[3]